# Thomas DeSimone
Thomas Anthony DeSimone (* 24. Mai 1950; † (vermutlich) 14. Januar 1979), alias Two-Gun Tommy oder Tommy D, war ein italoamerikanischer Mobster der Lucchese-Familie, einem Mafiaclan der La Cosa Nostra in New York City.
DeSimone wurde offenbar Opfer einer sogenannten Lupara bianca, das heißt, er wurde ermordet und ist bis heute spurlos verschwunden. Allgemein bekannt wurde DeSimone durch die Darstellung von Joe Pesci (als Tommy DeVito) im Film Goodfellas von 1990.

## Familie
DeSimone war Enkel des Mafiabosses Rosario DeSimone und Neffe des Mafiabosses Frank DeSimone, die beide eine führende Rolle in Los Angeles spielten. Auch seine Brüder schlugen beide eine Verbrecherkarriere ein: Robert DeSimone wurde mittlerweile zu einer lebenslangen Gefängnisstrafe verurteilt, Anthony DeSimone wurde von Thomas Agro in den frühen 1980er Jahren ermordet.
Seine Schwester Phyllis war Geliebte des Gangsters und Partners Jimmy Burke. Burke war verheiratet mit Angelica Cookie Spione und soll zahlreiche Geliebte, unter anderem Theresa Ferrara, gehabt haben.
Außerdem war er der (ehemalige) Schwiegervater von Salvatore DeVita, eines Mitglieds der Gambino-Familie.
Thomas war verwandt mit den ebenfalls in Verbrechen verstrickten James, Joseph, Ralph und Phil DeSimone.

## Leben

### Beginn der Verbrecherkarriere
DeSimone geriet 1965 in das Umfeld von James Burke, der ihn in das Gangstermilieu einführte. Der sechs Jahre ältere Henry Hill sollte ihn in den illegalen Zigarettenhandel einweisen. Burke gehörte zu der Crew von Paul Vario, einem Capo(regime) (bzw. Captain) der Lucchese-Familie. DeSimone war zu dem Zeitpunkt noch minderjährig, aber bereits für sein aufbrausendes Temperament bekannt.
Zu seinen Betätigungen gehörten Diebstahl, Hehlerei und Betrug. Während der 1960er waren für DeSimone, Henry Hill, Joey Allegro und Stanley Diamond Raubüberfälle auf Lastkraftwagen an der Tagesordnung. DeSimone soll seinen ersten Mord im Alter von 17 Jahren in Gegenwart von Henry Hill begangen haben, als er den vollkommen unbeteiligten Fußgänger Howard Goldstein am 15. März 1968 mit einem 38er-Revolver erschoss.
Hill beschrieb Thommy später als jemanden, der die Ausübung von Gewalt genoss, dem Körperverletzungen und Morde „Spaß machten“ und der darüber auch gerne anderen Verbrecherfreunden zur Unterhaltung berichtete; er sei ein „reiner Psychopath“ und dabei ständig „auf Koks“ gewesen.

### Mord an William Devino
Im Buch Wiseguy, das Nicholas Pileggi zusammen mit Henry Hill verfasst hat, beschreibt jener die Ermordung des Mafiamitgliedes William Billy Batts Devino. Für diesen wurde in James Burkes Lokal Robert's Lounge eine Willkommensparty organisiert, nachdem er eine sechsjährige Strafe wegen Drogenbesitzes abgesessen hatte.
Devino gehörte der Crew des Gangsters John Gotti aus der Gambino-Familie an. Er war ein Made Man, also ein Vollmitglied der Mafia, und damit durch die Fünf Familien geschützt; eine Ermordung eines Made Man bedarf der Zustimmung der Oberhäupter dieser Familien. Als Devino nun DeSimone vor Publikum verspottete und provozierte – so soll er u. a. gefragt haben, ob dieser immer noch Schuhe putzen würde – sann DeSimone auf Rache. Mehrere Wochen später, am 11. Juni 1969, sollen James Burke und DeSimone Devino in einem Club namens The Suite in Queens in eine Falle gelockt haben. Devino wurde von Burke festgehalten, während DeSimone auf ihn einschlug.
Hill vermutete hinter dem Mord neben der Rache für die Beleidigungen auch finanzielle Gründe: Burke hatte Devinos Kreditgeschäfte an sich gerissen, während dieser im Gefängnis gesessen hatte, und Devino hatte sich bei Joe Gallo – einem Mitglied der Colombo-Familie – deswegen bereits beschwert.
Hill, Burke und DeSimone verfrachteten den zusammengeschlagenen Devino in den Kofferraum; als sie später bemerkten, dass er noch am Leben war, borgten sie sich bei DeSimones Mutter ein Messer aus. Nach einer Stunde Fahrt hielt Hill das Klopfen an die Kofferraumtür Devinos nicht mehr aus, und Burke und DeSimone sollen dann dreißig- bis vierzigmal auf Devino eingestochen haben.
Diese Ermordung eines Vollmitgliedes ohne Genehmigung der Anführer soll später der Hauptgrund für DeSimones eigenen Tod gewesen sein.

### Morde an Gianco, Cersani und Jerothe
DeSimones dritter Mord wurde von Hill ebenfalls im Buch Wiseguy beschrieben. DeSimone soll den jungen Bartender Michael Spider Gianco nach einem Wortwechsel während eines Kartenspiels in Gegenwart von Burke und Hill erschossen haben. Burke soll sich danach nur darüber geärgert haben, dass er schon wieder ein Loch graben müsse. DeSimone soll Spiders Leiche dann bei Robert’s Lounge begraben haben.
Den vierten Mord soll DeSimone laut Hill gemeinsam mit seinem Partner Stanley Diamond begangen haben: Burke habe die beiden losgeschickt, um jemanden einzuschüchtern, damit dieser mit Burke zusammenarbeitete. DeSimone und Stanley Diamond hätten sich aber so sehr über den weiten Weg, den sie fahren mussten, aufgeregt, dass sie diesen Mann aus Frust zu Tode geprügelt hätten.
Der fünfte Mord soll von Burke in Auftrag gegeben worden sein. Burke hatte von einem korrupten Polizisten aus Queens erfahren, dass Burkes bester Freund Dominick Remo Cersani gegen ihn aussagen wolle. DeSimone habe ihn mit einer Klaviersaite erwürgt und ihn bei Robert’s Lounge beerdigt.
Des Weiteren ermordete DeSimone am 18. Dezember 1974 Ronald Foxy Jerothe, ein Mitglied von John Gottis Crew. DeSimone hatte bei einem Rendezvous mit der Schwester Jerothes diese zusammengeschlagen. Jerothe hatte deshalb Todesdrohungen gegen DeSimone ausgesprochen, und DeSimone fuhr daraufhin zu dessen Apartment und schoss ihm zwischen die Augen, nachdem Jerothe ihn geschlagen hatte.

### Lufthansa-Raub
DeSimone soll beim sogenannten Lufthansa-Heist, dem größten Raub der US-amerikanischen Geschichte, eine wichtige Rolle gespielt haben. DeSimone war wesentlich an der Beseitigung von Mitwissern im Auftrage Burkes beteiligt. Diese Mordserie hatte den Zweck, allen Verdacht von Burke abzulenken. Der Raub hatte viel mehr Geld eingebracht als erhofft, und Burke machte sich Sorgen wegen der hohen Aufmerksamkeit und der Unvorsichtigkeit der Komplizen, die damit begannen, das Geld mit vollen Händen auszugeben.
Die Serie begann laut Hill mit der Ermordung Parnell Stacks Edwards durch DeSimone. Und es folgten weitere Morde, unter anderem an Theresa Ferrara, Martin Krugman, Robert McMahon, Joe Manri und Paolo LiCastri, die jedoch hinsichtlich der Täterschaft nicht aufgeklärt werden konnten.
Hill sagte später aus, dass weder er noch James Burke wüssten, wie viele Menschen DeSimone ermordet habe.

### Verschwinden und Tod
DeSimone verschwand am 14. Januar 1979 spurlos. Seine Ehefrau Angela DeSimone sagte später aus, dass sie Thommy bereits mehrere Wochen nicht gesehen habe; zuletzt, als er sich sechzig US-Dollar von ihr geliehen habe. Vermutlich wurde DeSimone Opfer einer sogenannten Lupara bianca, da er sich innerhalb der Mafia Feinde gemacht hatte.
Tatort und Datum der mutmaßlichen Ermordung sowie die Tatausführung sind bis heute unbekannt. Thomas Agro behauptete 1985, er habe hinter der Ermordung gesteckt. Ein anderer Zeuge behauptete gegenüber Hill, Gotti habe DeSimone persönlich ermordet und ihn davor gefoltert. Gotti käme als möglicher Tatbeteiligter deshalb in Frage, da DeSimone zwei seiner engen Freunde – William Billy Batts DeVino und Foxy Jerothe – ermordet hatte.
Als Hill 1980 als Pentito ins Zeugenschutzprogramm ging, sagte er aus, dass DeSimone von der Gambino-Familie ermordet worden sei. Hill behauptete, dass er zusammen mit Burke in der Woche nach Weihnachten wegen eines misslungenen Drogendeals nach Florida gefahren war. DeSimone sei in New York geblieben, weil man ihm gesagt hatte, er solle als Vollmitglied in die Mafia aufgenommen werden. Als sie sich später bei ihrer Rückkehr telefonisch erkundigten, wurde ihnen die Ermordung mitgeteilt.
Hill behauptete später weiterhin in seinem 1994 erschienenen Buch Gangsters and Goodfellas, dass Paul Vario während Hills Inhaftierung eine Affäre mit Hills Frau Karen gehabt haben soll. Als DeSimone versucht habe, Karen zu vergewaltigen, habe Vario beschlossen, zu seiner Ermordung beizutragen. Er habe sich an die Gambino-Familie gewandt und dieser berichtet, dass DeSimone Jerothe und DeVino ohne Genehmigung der obersten Bosse ermordet habe. Peter Vario und Bruno Facciolo hätten DeSimone daraufhin in eine Falle gelockt und ermordet.
1990 wurde DeSimone vom FBI für tot erklärt. 2004 entdeckten die US-amerikanischen Behörden einen Mafiafriedhof: eine Stelle, an der mehrere nicht identifizierte Leichen gefunden wurden. Es wurde in diesem Zusammenhang die Vermutung geäußert, dass es sich um Opfer des Gambino-Clans handele und dass eine der Leichen DeSimone sein könne.

## Darstellung in GoodFellas
In Martin Scorseses Erfolgsfilm GoodFellas wurde er von Joe Pesci dargestellt, seine Figur hieß im Film Tommy DeVito.
Scorsese nahm sich bei der Filmfigur einige künstlerische Freiheiten heraus. Der reale DeSimone war sechs Jahre jünger als Henry Hill, sein Darsteller Joe Pesci ist allerdings zehn Jahre älter als Ray Liotta, der Hill spielte. Außerdem war DeSimone ein großer und bulliger Mann und nicht von kleiner Statur wie Joe Pesci, der zum Zeitpunkt der Darstellung 46 Jahre alt war, während er DeSimone in seinen Zwanzigern darstellt.
Henry Hill, der DeSimone ein Leben lang gekannt hatte, bezeichnete die Darstellung als „90-95 %“ authentisch; Joe Pesci gewann für seine Darstellung den Oscar als bester Nebendarsteller.